# 奔德错切玛
奔德错切玛是一个位于中国青海省海西蒙古族藏族自治州的湖泊，面积约为4.44平方千米，属于青藏高原。它的一级流域为长江流域，二级流域为长江干流水系。